# Halswirbel

Der 5. oder 6. Halswirbel von kranial. Für Bilder der ersten beiden Wirbel siehe Atlas und Axis für den 7. Vertebra prominens

Als Halswirbel (lateinisch Vertebrae cervicales) werden das kopfseitige (kraniale) Ende der Wirbelsäule von Wirbeltieren und die besonders beweglichen Wirbel zwischen der Brustwirbelsäule und dem Kopf bezeichnet. Dieser Abschnitt wird Halswirbelsäule genannt. Der kranial letzte vor dem Cranium gelegene Halswirbel wird als Atlas bezeichnet.

## Anzahl
Säugetiere haben in der Regel sieben Halswirbel. Dies gilt für den langen Hals der Giraffen ebenso wie für Wale, aber auch für kleine Säugetiere wie die Spitzmäuse. Auch der Mensch besitzt sieben Halswirbel, die in der Medizin mit dem Buchstaben C (C1 bis C7) abgekürzt werden. Rundschwanzseekühe und das Hoffmann-Zweifingerfaultier (Choloepus hoffmanni) besitzen als einzige Säuger nur sechs Halswirbel. Bei Dreifinger-Faultieren sind drei bis vier Brustwirbel verlagert, weswegen man lange von bis zu zehn Halswirbeln ausging. Bei den Vögeln variiert die Anzahl der Halswirbel zwischen zehn und 31 (siehe auch Vogelskelett).
Der größte jemals gefundene Halswirbel eines Landwirbeltiers ist der achte Halswirbel von Sauroposeidon, der 1,4 m lang ist.

## Kopfgelenk
Die beiden kopfnächsten Wirbel der Halswirbelsäule unterscheiden sich morphologisch von den restlichen Halswirbeln, die größtenteils dem einheitlichen Bauplan eines Wirbels entsprechen: Der oberste Wirbel, der Atlas (C1) oder „Nicker“ – hat die Form eines Ringes. Seine Aufgabe ist es, den Kopf zu tragen. Der zweite Halswirbel, der Axis (C2, auch „Dreher“ genannt), bildet zusammen mit dem Atlas die beiden Anteile des unteren Kopfgelenks, die sogenannten Articulationes atlantoaxiales mediana et laterales. Wenn der Kopf seitlich gewendet wird, dreht sich der Atlasring um den Axiszahn (Dens axis).

## Anatomie
Die übrigen fünf Halswirbel haben als eine Besonderheit beim Menschen Hakenfortsätze, Unci corporis (Singular Uncus corporis), manchmal auch als Processus uncinatus bezeichnet, die sich im ersten Lebensjahrzehnt aufrichten und zu einer Spaltbildung zwischen den Wirbeln und den Unci führt, den unkovertebralen Spalten oder Unkovertebralgelenken. Mit Ausnahme des ersten und manchmal zweiten Brustwirbels sind alle anderen Wirbelkörper nahezu planar an den Oberflächen.
Fehlbelastungen der Halswirbelsäule können zu einer Unkarthrose führen. Eine Störung der Wirbelanlage kann beim Klippel-Feil-Syndrom oder im fortgeschrittenen Lebensalter an diesen Übergängen durch arthrotische Prozesse zu erheblichen Bewegungseinschränkungen und zu Irritationen von Nerven- oder Gefäßen führen, da die Unci corporis räumlich direkt neben der Spinalnervenrinne (Sulcus nervi spinalis) liegen.

Position des C7 in rot dargestellt.

Eine weitere Besonderheit der Halswirbel sind die Foramina transversaria (Singular: Foramen transversarium), welche als Durchtrittsort für die Arteria vertebralis (vom 6. bis zum 1. Halswirbel) nach oben und für das Venengeflecht der Vena vertebralis vom 1. bis zum 7. Wirbel nach unten dienen.
Der 7. Halswirbel ist die Vertebra prominens (C7), weil sie den am weitesten vorstehenden (zum Rücken hin) Dornfortsatz hat und in der Regel gut tastbar ist. An ihr (C7), sowie am C6 können manchmal noch kurze Rippenansätze vorhanden sein, sogenannte Halsrippen, die auf Nerven oder Gefäße drücken können (Halsrippensyndrom).